# Salm-Dhaun
El Wildgraviato y Ringraviato de Salm-Dhaun fue un condado del Sacro Imperio Romano Germánico, el cuál estaba gobernado por condes de una línea colateral de la familia Salm. Su base se encontraba en el Castillo de Dhaun, actualmente en Hochstetten-Dhaun, Renania-Palatinado.
El Wild- y Ringraviato de Salm-Dhaun se creó en 1520 mediante la división del Wildgraviato y Ringraviato. Felipe adquirió el Wildgraviato de Dhaun, y su hermano menor, Juan, en Wildgrave de Salm-Kyrburg. Tras la muerte de Felipe, su hijo mayor, Felipe Francisco, llegó al poder. Tras el reinado de Juan Felipe I, Salm-Dhaun se dividió en dos condados: la misma línea de Salm-Dhaun y el Wild y Ringraviato de Salm-Puttlingen. Tras la muerte del último conde Federico Guillermo en 1750, el territorio se incorporó al Wildgraviato de Salm-Puttlingen.

## Wild- y Ringraves de Salm-Dhaun
- Felipe (1499-1521)
- Felipe Francisco (1521-1561)
- Juan Felipe I (1561-1569)
- Federico (1569-1574)
- Adolfo Enrique (1574-1606)
- Wolfgang Federico (1606-1638)
- Juan Luis (1638-1673)
- Juan Felipe II (1673-1693)
- Carlos (1693-1733)
- Juan Felipe III (1733-1742)
- Cristián Otón (1742-1748)
- Juan Federico (1748-1750)
- Carlos Leopoldo Luis (1750)
- Federico Guillermo (1750)